# Lechytia indica
Espèce
Lechytia indica est une espèce de pseudoscorpions de la famille des Lechytiidae.

## Distribution
Cette espèce est endémique d'Inde. Elle se rencontre vers Chennai.

## Étymologie
Son nom d'espèce lui a été donné en référence au lieu de sa découverte, l'Inde.

## Publication originale
- Murthy & Ananthakrishnan, 1977 : Indian Chelonethi. Oriental Insects Monograph, vol. 4, p. 1-210.